# Trilogija
Trilogija je pojam koji označava tri umjetnička djela koja su međusobno povezana po prirodi izraza ili po temi. Tako je trilogija najčešća u antičkom i novijem dramskom stvaralaštvu, susreće se i kod drugih književnih vrsta. (Danteova Božanstvena komedija, Goetheova Trilogija patnje, Schillerov Wallenstein, etc.).